# Procrateria melanoleuca
Procrateria melanoleuca är en fjärilsart som beskrevs av George Francis Hampson 1910. Procrateria melanoleuca ingår i släktet Procrateria och familjen nattflyn. Inga underarter finns listade i Catalogue of Life.